# Egoism
Egoismul este trăsătura morală care pune mai presus de orice interesele personale, în dauna și interesele personale ale celorlalți.
Egoismul se manifestă prin dragoste exagerată de  sine, Antonimul pentru egoism este altruism.